# Traun Steelsharks 2023
Questa voce raccoglie le informazioni riguardanti i Traun Steelsharks nelle competizioni ufficiali della stagione 2023.

## Austrian Football League 2023

### Stagione regolare
| Praga 2 aprile 2023, ore 15:00 1ª giornata | Prague Black Panthers | 40 – 13 (14-7 13-0 13-0 0-6) referto | Traun Steelsharks | Stadion SK Prosek |

| Traun 15 aprile 2023, ore 18:00 2ª giornata | Traun Steelsharks | 14 – 24 (0-0 0-17 7-0 7-7) referto | Telfs Patriots | Sportzentrum Traun (720 spett.) |

| Vienna 22 aprile 2023, ore 15:00 3ª giornata | Vienna Dragons | 35 – 13 (7-0 0-7 22-6 6-0) referto | Traun Steelsharks | Sportplatz Donaufeld (250 spett.) |

| Traun 29 aprile 2023, ore 17:00 4ª giornata | Traun Steelsharks | 14 – 24 (0-3 7-0 7-14 0-7) referto | AFC Rangers Mödling | Sportzentrum Traun (650 spett.) |

| Graz 13 maggio 2023, ore 18:00 5ª giornata | Styrian Bears | 21 – 50 (7-7 7-14 0-7 7-22) referto | Traun Steelsharks | Verbandsplatz (142 spett.) |

| Traun 20 maggio 2023, ore 17:00 6ª giornata | Traun Steelsharks | 21 – 26 (0-7 7-6 0-13 14-0) referto | Graz Giants | Sportzentrum Traun (612 spett.) |

| Innsbruck 3 giugno 2023, ore 18:00 7ª giornata | Tirol Raiders | 30 – 35 (9-14 14-14 0-7 7-0) referto | Traun Steelsharks | Football Bundes Leistungs Zentrum (458 spett.) |

| Traun 10 giugno 2023, ore 17:00 8ª giornata | Traun Steelsharks | 7 – 42 (0-14 0-0 0-14 7-14) referto | Vienna Vikings | Sportzentrum Traun (525 spett.) |

| Traun 17 giugno 2023, ore 17:00 9ª giornata | Traun Steelsharks | 12 – 42 (0-13 12-15 0-7 0-7) referto | Salzburg Ducks | Sportzentrum Traun (560 spett.) |

| Graz 1º luglio 2023, ore 15:00 10ª giornata | Graz Giants | 35 – 0 (a tavolino) | Traun Steelsharks | Stadion Eggenberg |

### Statistiche di squadra
| Competizione      | %Vittorie | In casa | In casa | In casa | In casa | In casa | In casa | In trasferta | In trasferta | In trasferta | In trasferta | In trasferta | In trasferta | Totale | Totale | Totale | Totale | Totale | Totale |
| Competizione      | %Vittorie | G       | V       | N       | P       | Pf      | Ps      | G            | V            | N            | P            | Pf           | Ps           | G      | V      | N      | P      | Pf     | Ps     |
| ----------------- | --------- | ------- | ------- | ------- | ------- | ------- | ------- | ------------ | ------------ | ------------ | ------------ | ------------ | ------------ | ------ | ------ | ------ | ------ | ------ | ------ |
| Stagione regolare | .200      | 5       | 0       | 0       | 5       | 68      | 158     | 5            | 2            | 0            | 3            | 111          | 161          | 10     | 2      | 0      | 8      | 179    | 319    |
| Totale            | .200      | 5       | 0       | 0       | 5       | 68      | 158     | 5            | 2            | 0            | 3            | 111          | 161          | 10     | 2      | 0      | 8      | 179    | 319    |

### Statistiche personali

#### Marcatori
| Giocatore   | Ruolo | TD rush | TD recv | TD int | TD p.ret | TD k.ret | TD oth | Xp1 | Xp2 | FG | Saf | Totale |
| ----------- | ----- | ------- | ------- | ------ | -------- | -------- | ------ | --- | --- | -- | --- | ------ |
| Jarman      |       | 7       | 1       | 0      | 0        | 0        | 0      | 0   | 0   | 0  | 0   | 48     |
| Doucek      |       | 0       | 5       | 0      | 0        | 0        | 0      | 7   | 1   | 0  | 0   | 39     |
| Mandl       |       | 0       | 5       | 0      | 0        | 0        | 0      | 4   | 1   | 0  | 0   | 36     |
| Clayton     |       | 0       | 1       | 0      | 0        | 0        | 1      | 0   | 0   | 0  | 0   | 12     |
| Stockhammer |       | 0       | 2       | 0      | 0        | 0        | 0      | 0   | 0   | 0  | 0   | 12     |
| Thomas      |       | 0       | 0       | 0      | 0        | 0        | 0      | 7   | 0   | 0  | 0   | 7      |
| Brixel      |       | 1       | 0       | 0      | 0        | 0        | 0      | 0   | 0   | 0  | 0   | 6      |
| Mayr        |       | 0       | 1       | 0      | 0        | 0        | 0      | 0   | 0   | 0  | 0   | 6      |
| Oswald      |       | 1       | 0       | 0      | 0        | 0        | 0      | 0   | 0   | 0  | 0   | 6      |
| Taylor      |       | 1       | 0       | 0      | 0        | 0        | 0      | 0   | 0   | 0  | 0   | 6      |
| ?           |       | 0       | 0       | 0      | 0        | 0        | 0      | 1   | 0   | 0  | 0   | 1      |

#### Passer rating
| Giocatore | G | Att | Comp | Int | Yds  | TD | NFL   | NCAA   |
| --------- | - | --- | ---- | --- | ---- | -- | ----- | ------ |
| Jarman    | 9 | 371 | 176  | 12  | 2094 | 16 | 66,03 | 102,61 |